# Thomas Fitzpatrick
Thomas Fitzpatrick, também conhecido como Broken Hand (que significa "mão partida") (Irlanda, 1799 — Estados Unidos, 7 de janeiro de 1854), foi um caçador, mountain man e pioneiro da colonização dos Estados Unidos. Era de origem irlandesa.
Fitzpatrick foi um dos integrantes da lendária expedição conhecida como os Cem de Ashley (1823-26), uma expedição que pretendia obter peles organizada pela Rocky Mountain Fur Company, companhia da qual chegou a ser líder destacado. Nessa expedição, em conjunto com Jedediah Smith liderou um grupo de caçadores que descobriu em 1824 o South Pass (Passo Sul) na divisória continental das Américas, e que fica no atual estado do Wyoming. 
Fitzpatrick foi o responsável por conduzir as primeiras caravanas de emigrantes para o Oregon ao longo do Oregon Trail. Entre estas, em 1841, estava a caravana de Bartleson-Bidwell. Também foi oficial guia de John C. Frémont na sua longa expedição (1842-46) e também guiou o coronel Philip Kearny e os seus "Dragons" ao longo dos caminhos que conduziam para o Oeste americano, para impressionar os nativos ameríndios com as suas espadas e obuses. 
Fitzpatrick negociou o Tratado de Fort Laramie no maior conselho celebrado com os chefes das tribos nativas das Grandes Planícies. 
Fitzpatrick, um dos "mountain men" mais castiços, também participou em muitos dos acontecimentos mais importantes na abertura do Oeste americano.